# The Fishing Fool
The Fishing Fool est un court métrage de la série Oswald le lapin chanceux, produit par le studio Robert Winkler Productions et sorti le 29 avril 1929.

## Fiche technique
- Titre  : The Fishing Fool
- Série : Oswald le lapin chanceux
- Réalisateur : Rollin Hamilton
- Producteur : Charles Mintz
- Production : Robert Winkler Productions
- Distributeur : Universal Pictures
- Date de sortie : 
  - États-Unis : 29 avril 1929[1]
- Musique: Bert Fiske
- Format d'image : Noir et Blanc
- Langue : (en)
- Pays :  États-Unis